# Li Guojun
Li Guojun (chiń. 李國君, ur. 21 marca 1966 w Szanghaju) – chińska siatkarka, medalistka igrzysk olimpijskich, mistrzostw świata i pucharu świata.

## Życiorys
Li Guojun rozpoczynała przygodę z piłką siatkową w wieku 11 lat w lokalnym klubie z Szanghaju. Zadebiutowała w reprezentacji reprezentacji Chińskiej Republiki Ludowej w 1986. Wystąpiła podczas igrzysk olimpijskich 1988 w Seulu. Zagrała wówczas w dwóch meczach (w tym w przegranym półfinale z ZSRR), a jej reprezentacja zdobyła brązowy medal. Podczas pucharu świata 1989 chińskie siatkarki zajęły 3. miejsce, a Li została wybrana do najlepszej szóstki turnieju. Była częścią reprezentacji, która wywalczyła srebro podczas rozgrywanych w jej ojczyźnie mistrzostw świata 1990 oraz podczas kolejnej edycji pucharu świata – 1991. Wystąpiła po raz drugi na igrzyskach w 1992 w Barcelonie. Zagrała w dwóch meczach fazy grupowej, a Chiny zajęły 7. miejsce w turnieju.
Po igrzyskach w Barcelonie zakończyła karierę zawodniczą kontynuowanie której uniemożliwiła kontuzja. Została trenerką i prowadziła szkółkę siatkarską w Szanghaju. Jej podopiecznymi byli m.in. Dai Qingyao i Wu Yiwen.